# Shorten
Shorten (SHN) is een standaard-audiocompressie-codec die geen informatieverlies kent (lossless). Het gebruik van SHN is gratis voor niet-commercieel gebruik. Er bestaan SHN-plugins voor de meeste multimediaspelers, zoals Winamp. FFmpeg bevat ondersteuning voor shorten.
De laatste versie is 3.6.1 en werd uitgebracht op 19 maart 2007. Shorten wordt niet langer ontwikkeld. Het is voorbijgestreefd door recentere codecs zoals FLAC, Monkey's Audio (APE), TTA en WavPack (WV).